# Xylotoles scissicauda
Xylotoles scissicauda är en skalbaggsart som beskrevs av Bates 1874. Xylotoles scissicauda ingår i släktet Xylotoles och familjen långhorningar. Inga underarter finns listade i Catalogue of Life.